# Gyömrő
Gyömrő è una città dell'Ungheria di 15 290 abitanti (dati 2008) situato nella contea di Pest, nell'Ungheria settentrionale. Dista 30 km dal centro di Budapest.

## Storia
La città viene menzionata per la prima volta in un documento ufficiale nel 1274. Nel XV secolo il territorio apparteneva alla Corona ed era meta di nobili. Dalla fine del XVII secolo la famiglia del conte Teleki divenne proprietaria della zona ed ebbe un'enorme influenza nello sviluppo della città, che proseguì con la costruzione di altri edifici, del palazzo comunale e di scuole. Ottenne lo status di città nel 2001.

## Obiettivi Turistici

### Il castello di Teleki
I Teleki erano i proprietari fondiari di Gyömrő. Nel loro archivio familiare si ritrovano testi di notevole importanza. Anticamente, nel XVIII secolo, vi era un palazzo che andò distrutto in seguito ad un incendio, sulle rovine rimaste nel 1847 Sámuel Teleki fece erigere un castello in stile neoclassico. Il progetto venne affidato a József Hild, famoso architetto dell'epoca. 
Durante la Seconda guerra mondiale il castello non ha riportato danni venendo poi trascurato. Dal 1960 il castello ospita il collegio dell'Istitutio medico-psicopedagogico della provincia.

### La piscina di Gyömrő
Al posto della piscina, fino al 1916, c'era una fabbrica di mattoni. Poi l'acqua ha inondato la miniera e si è formato il lago. Nel 1923 un tisiologo ha analizzato l'acqua e ha reputato la sua composizione chimica adatta alla terapia delle malattie reumatiche. La piscina è stata inaugurata ufficialmente nel 1925.

### La chiesa calvinista
Sulla cima della collina già nel 1802 si trovava una chiesa. In quel periodo i cittadini di Gyömrő si sono convertiti al calvinismo. La chiesa nelle forme attuali risale al 1928. L'ultima ristrutturazione è stata eseguita nel 1993. 
La chiesa è in stile classico, con una sola navata e una torre centrale. La parete della chiesa è arricchita da un'opera di Antonio Canova, chiamata il Genio triste (Búsuló Géniusz).. Estella Wartensleben commissionò al maestro italiano questo rilievo di 120x90 cm in ricordo dei suoi genitori e di suo figlio.

### La chiesa cattolica
La chiesa è stata consacrata nel 1777 e dedicata a san Giovanni Nepomuceno. Il progettista della chiesa à Jakab Fellner, grande architetto dell'epoca. La chiesa è caratterizzata dallo stile tardo barocco definito rococò. L'icona dell'altare rappresenta san Giovanni Nepomuceno. Nei due reliquiari si vedono le reliquie di Sant’Anna e San Sebastiano, donate dalla Santa Sede nel 1738.

### Il Monumento e la Statua di Francesco II Rákóczi
Francesco II Rákóczi è stato un militare della rivoluzione nazionale ungherese contro gli Asburgo (1703-1711). Lui era a Gyömrő nel campo di Mánya con il suo esercito il 3 luglio 1705. Il monumento si trova nel campo di Mánya, e c'è anche una statua in bronzo di Francesco II Rákóczi nella Piazza Principale di Gyömrő, che è costruito dal Pál Mihály, uno scultore famoso della città, per 300º anniversario del movimento.